# Sułtan Ibraimow
Sułtan Ibraimowicz Ibraimow (ros. Султан Ибраимович Ибраимов; ur. 20 września 1927 we wsi Ałczały w obwodzie czujskim, zm. 4 grudnia 1980 w Czołponata) – przewodniczący Rady Najwyższej Kirgiskiej SRR w 1978 i premier Kirgiskiej SRR w latach 1978-1980. Bohater Republiki Kirgiskiej.
Od 1943 pracował w kołchozie, a 1955-1957 w Instytucie Zasobów Wodnych Akademii Nauk Kirgiskiej SRR. 1957-1959 instruktor wydziału nauki i szkół KC Komunistycznej Partii Kirgistanu (KPK), 1959-1961 II sekretarz komitetu rejonowego KPK w Alamedinie, 1961-1966 minister melioracji i zasobów wodnych Kirgiskiej SRR, 1966-1968 sekretarz KC KPK, 1968-1978 I sekretarz obwodowego komitetu partyjnego w Osz, od 25 sierpnia do 22 grudnia 1978 premier Kirgiskiej SRR, a od 22 grudnia 1978 do śmierci premier Kirgiskiej SRR. Deputowany do Rady Najwyższej ZSRR od 8. do 10. kadencji. Został zastrzelony w swojej rezydencji nad jeziorem Issyk-kul. Według niektórych przypuszczeń zabójstwo zostało zaaranżowane przez KGB na polecenie ówczesnego szefa partii komunistycznej w Kirgistanie, Turdakuna Usubalijewa, któremu nie podobała się rosnąca popularność Ibraimowa.

## Odznaczenia
- Bohater Republiki Kirgiskiej (pośmiertnie)
- Order Lenina (dwukrotnie)
- Order Rewolucji Październikowej
- Order Czerwonego Sztandaru Pracy (dwukrotnie)

## Upamiętnienia
Na cześć Sułtana Ibraimowa nazwano Kirgiski Teatr Dramatyczny w Oszu.